# Saint-Genès-Champespe
Saint-Genès-Champespe est une commune française située dans le département du Puy-de-Dôme, en région Auvergne-Rhône-Alpes.

## Géographie

### Localisation
Saint-Genès-Champespe est située au sud-ouest du département du Puy-de-Dôme.
Elle jouxte six autres communes, dont trois dans le département voisin du Cantal :
|                                        | Saint-Donat           | Picherande               |
| Champs-sur-Tarentaine-Marchal (Cantal) | Saint-Genès-Champespe | Égliseneuve-d'Entraigues |
| Trémouille (Cantal)                    | Montboudif (Cantal)   |                          |

### Hydrographie
La commune est arrosée par le ruisseau de l'Eau verte, le Taurons et le ruisseau de Gabacut.

### Transports
Les routes départementales 30 et 614, reliant Champs-sur-Tarentaine-Marchal à Picherande, traversent la commune du sud-ouest vers le nord-est. La RD 30 continue vers Égliseneuve-d'Entraigues à l'est et la RD 88 relie Saint-Donat à Montboudif et à Condat.

### Climat
Pour des articles plus généraux, voir Climat d'Auvergne-Rhône-Alpes et Climat du Puy-de-Dôme.
En 2010, le climat de la commune est de type climat de montagne, selon une étude du Centre national de la recherche scientifique s'appuyant sur une série de données couvrant la période 1971-2000. En 2020, Météo-France publie une typologie des climats de la France métropolitaine dans laquelle la commune est exposée à un climat de montagne ou de marges de montagne et est dans la région climatique Ouest et nord-ouest du Massif Central, caractérisée par une pluviométrie annuelle de 900 à 1 500 mm, maximale en automne et en hiver.
Pour la période 1971-2000, la température annuelle moyenne est de 7,7 °C, avec une amplitude thermique annuelle de 15 °C. Le cumul annuel moyen de précipitations est de 1 211 mm, avec 13,3 jours de précipitations en janvier et 9,2 jours en juillet. Pour la période 1991-2020, la température moyenne annuelle observée sur la station météorologique de Météo-France la plus proche, « Chastreix », sur la commune de Chastreix à 10 km à vol d'oiseau, est de 6,4 °C et le cumul annuel moyen de précipitations est de 1 607,3 mm,. Pour l'avenir, les paramètres climatiques de la commune estimés pour 2050 selon différents scénarios d'émission de gaz à effet de serre sont consultables sur un site dédié publié par Météo-France en novembre 2022.

## Urbanisme

### Typologie
Au 1er janvier 2024, Saint-Genès-Champespe est catégorisée commune rurale à habitat très dispersé, selon la nouvelle grille communale de densité à sept niveaux définie par l'Insee en 2022.
Elle est située hors unité urbaine et hors attraction des villes,.

### Occupation des sols
L'occupation des sols de la commune, telle qu'elle ressort de la base de données européenne d’occupation biophysique des sols Corine Land Cover (CLC), est marquée par l'importance des territoires agricoles (51,5 % en 2018), en diminution par rapport à 1990 (52,6 %). La répartition détaillée en 2018 est la suivante : prairies (47,1 %), forêts (32,2 %), milieux à végétation arbustive et/ou herbacée (15,2 %), zones agricoles hétérogènes (4,4 %), zones urbanisées (0,9 %), eaux continentales (0,2 %). L'évolution de l’occupation des sols de la commune et de ses infrastructures peut être observée sur les différentes représentations cartographiques du territoire : la carte de Cassini (XVIIIe siècle), la carte d'état-major (1820-1866) et les cartes ou photos aériennes de l'IGN pour la période actuelle (1950 à aujourd'hui).

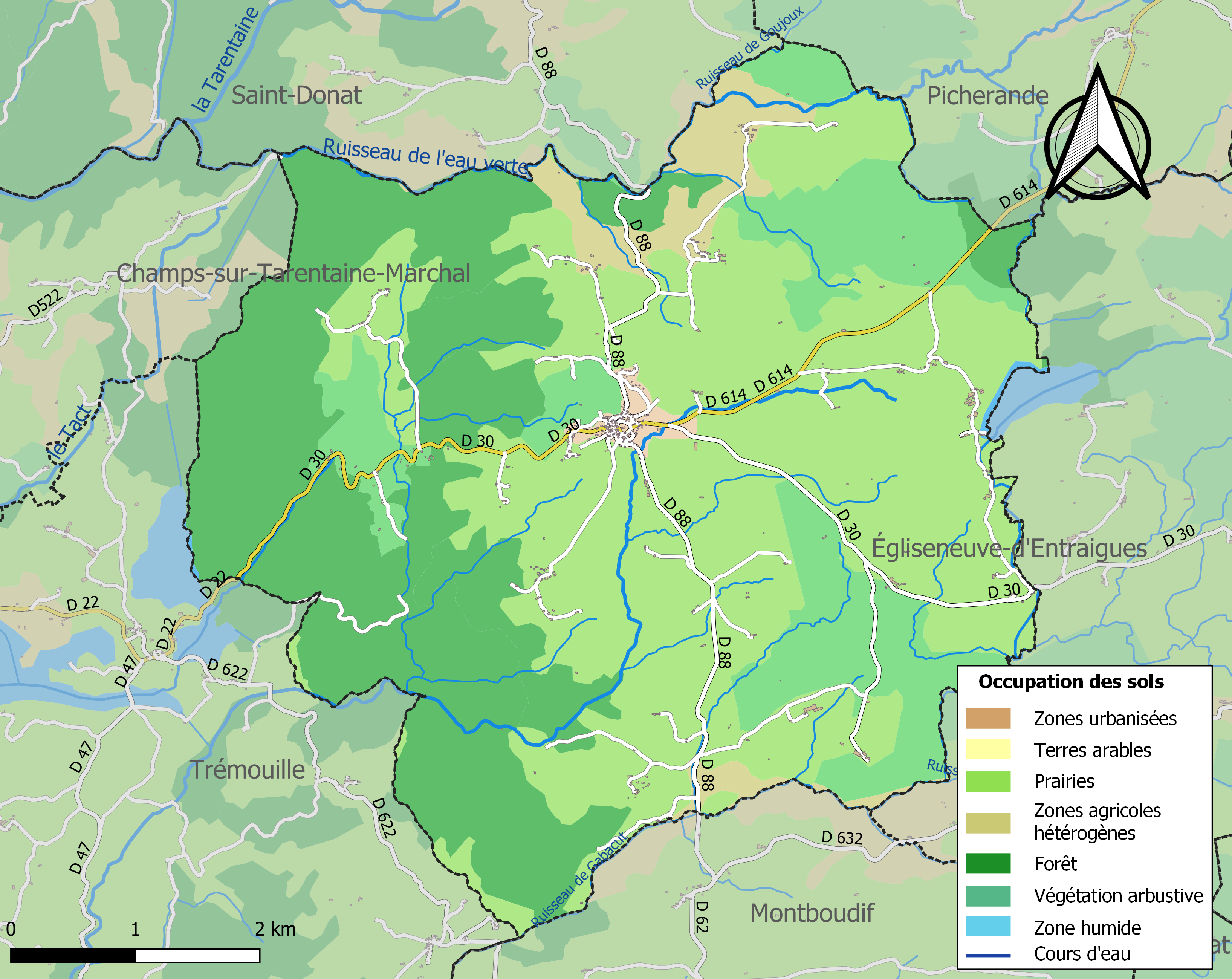
Carte des infrastructures et de l'occupation des sols de la commune en 2018 (CLC).

## Politique et administration

### Découpage territorial
La commune de Saint-Genès-Champespe est membre, depuis le 1er janvier 2017, de la communauté de communes du Massif du Sancy, un établissement public de coopération intercommunale (EPCI) à fiscalité propre créé le 10 décembre 1999 dont le siège est au Mont-Dore. Ce dernier est par ailleurs membre d'autres groupements intercommunaux.
De fin 2005 à 2016, elle faisait partie de la communauté de communes Sancy-Artense Communauté. Cette structure intercommunale a fusionné avec la communauté de communes de Rochefort-Montagne le 1er janvier 2017. À cette même date, la commune a rejoint la communauté de communes du Massif du Sancy, du fait de son accessibilité par la route départementale 30, déneigée en priorité, et des achats des habitants sur le territoire de l'intercommunalité précitée.
Sur le plan administratif, elle est rattachée à l'arrondissement d'Issoire, à la circonscription administrative de l'État du Puy-de-Dôme et à la région Auvergne-Rhône-Alpes. Jusqu'en mars 2015, elle faisait partie du canton de La Tour-d'Auvergne.
Sur le plan électoral, elle dépend du canton du Sancy pour l'élection des conseillers départementaux, depuis le redécoupage cantonal de 2014 entré en vigueur en 2015, et de la troisième circonscription du Puy-de-Dôme pour les élections législatives, depuis le dernier découpage électoral de 2010.

### Élections municipales et communautaires

#### Élections de 2020
Le conseil municipal de Saint-Genès-Champespe, commune de moins de 1 000 habitants, est élu au scrutin majoritaire plurinominal à deux tours avec candidatures isolées ou groupées et possibilité de panachage. Compte tenu de la population communale, le nombre de sièges à pourvoir lors des élections municipales de 2020 est de 11. Sur les douze candidats en lice, onze sont élus dès le premier tour, le 15 mars 2020, avec un taux de participation de 77,05 %.

#### Chronologie des maires
| Période                                  | Période                       | Identité                          | Étiquette | Qualité |
| ---------------------------------------- | ----------------------------- | --------------------------------- | --------- | ------- |
| Les données manquantes sont à compléter. |                               |                                   |           |         |
| 1793                                     | 1796                          | Jean Tartière (officier public)   |           |         |
| 1796                                     | 1800                          | Jacques Goigoux (agent municipal) |           |         |
| 1800                                     | 1803                          | Jacques Goigoux                   |           |         |
| 1803                                     | 1821                          | Pierre Vantalon                   |           |         |
| 1822                                     | 1848                          | Pierre Genestoux                  |           |         |
| 1848                                     | 1865                          | Jacques Vantalon                  |           |         |
| 1865                                     | 1881                          | Jacques Genestoux                 |           |         |
| 1881                                     | 1919                          | Jacques Vaissaire                 |           |         |
| 1919                                     | 1925                          | Ignace Servaire                   |           |         |
| 1925                                     | 1933                          | Pierre Goigoux                    |           |         |
| 1934                                     | 1935                          | Gabriel Auriel                    |           |         |
| 1935                                     | 1941                          | Antoine Trapenard                 |           |         |
| 1942                                     | 1943                          | Lucien Assaleix                   |           |         |
| 1944                                     | 1973                          | Franck Manaranche                 |           |         |
| 1974                                     | 1983                          | André Vessère                     |           |         |
| 1983                                     | 2006                          | Pierre Vaissaire                  |           |         |
| 2006                                     | 2008                          | Roland Perron                     |           |         |
| 2008                                     | 2014                          | Gérard Vessère                    |           |         |
| 2014                                     | 26 mai 2020                   | Daniel Gaydier                    |           |         |
| 26 mai 2020                              | En cours (au 14 juillet 2021) | Roland Perron                     |           |         |

## Population et société

### Démographie
L'évolution du nombre d'habitants est connue à travers les recensements de la population effectués dans la commune depuis 1793. Pour les communes de moins de 10 000 habitants, une enquête de recensement portant sur toute la population est réalisée tous les cinq ans, les populations de référence des années intermédiaires étant quant à elles estimées par interpolation ou extrapolation. Pour la commune, le premier recensement exhaustif entrant dans le cadre du nouveau dispositif a été réalisé en 2007.

En 2022, la commune comptait 205 habitants, en évolution de −7,24 % par rapport à 2016 (Puy-de-Dôme : +2,1 %, France hors Mayotte : +2,11 %).
| 1793 | 1800 | 1806 | 1821 | 1831 | 1836 | 1841 | 1846 | 1851 |
| ---- | ---- | ---- | ---- | ---- | ---- | ---- | ---- | ---- |
| 684  | 410  | 727  | 723  | 750  | 704  | 701  | 701  | 800  |

| 1856 | 1861 | 1866 | 1872 | 1876 | 1881 | 1886 | 1891 | 1896 |
| ---- | ---- | ---- | ---- | ---- | ---- | ---- | ---- | ---- |
| 740  | 736  | 740  | 823  | 776  | 841  | 888  | 819  | 775  |

| 1901 | 1906 | 1911 | 1921 | 1926 | 1931 | 1936 | 1946 | 1954 |
| ---- | ---- | ---- | ---- | ---- | ---- | ---- | ---- | ---- |
| 815  | 821  | 760  | 693  | 605  | 651  | 620  | 603  | 568  |

| 1962 | 1968 | 1975 | 1982 | 1990 | 1999 | 2006 | 2007 | 2012 |
| ---- | ---- | ---- | ---- | ---- | ---- | ---- | ---- | ---- |
| 526  | 543  | 488  | 414  | 317  | 259  | 239  | 236  | 227  |

| 2017 | 2022 | - | - | - | - | - | - | - |
| ---- | ---- | - | - | - | - | - | - | - |
| 219  | 205  | - | - | - | - | - | - | - |

### Enseignement
Saint-Genès-Champespe dépend de l'académie de Clermont-Ferrand. Il n'existe aucune école.
Hors dérogations à la carte scolaire, les collégiens se rendent au collège Sancy Artense à La Tour-d'Auvergne, et les lycéens à Clermont-Ferrand, au lycée Ambroise-Brugière pour les filières générales et STMG ou au lycée La-Fayette pour la filière STI2D.

## Culture locale et patrimoine

### Lieux et monuments
- Église Saint-Sébastien de Saint-Genès-Champespe.

### Patrimoine naturel
La commune de Saint-Genès-Champespe adhère au parc naturel régional des volcans d'Auvergne.

### Héraldique
| Blason de Saint-Genès-Champespe | Blason  | De sinople à la tour d'argent, ouverte du champ, maçonnée et ajourée de sable, surmontée de trois abeilles d'or rangées en chef. |
| Blason de Saint-Genès-Champespe | Détails | Le statut officiel du blason reste à déterminer.                                                                                 |